# Chiesa di San Lorenzo Martire (Canischio)
La chiesa di San Lorenzo Martire è la parrocchiale di Canischio, in città metropolitana e arcidiocesi di Torino; fa parte del distretto pastorale Torino Nord.

## Storia
L'originario luogo di culto di Canischio fu eretto probabilmente nell'XI secolo, ma le prime testimonianze della sua esistenza risalgono al Trecento, quando l'edificio fu menzionato sia in registri della pieve di San Genesio di Corio compilati agli inizi del secolo sia in documenti del 1378.
Nel Seicento la chiesa medievale fu abbattuta e ricostruita in forme barocche, conservando solo l'antico campanile romanico.
Intorno al 1950 il pavimento dell'aula fu rifatto, mentre nel 1980 circa gli interni vennero restaurati e si provvide ad adeguare il presbiterio alle norme postconciliari, mediante l'aggiunta dell'ambone e dell'altare maggiore a mensa rivolto verso l'assemblea; nel 2015 furono infine risistemati gli esterni.

## Descrizione

### Esterno
La facciata a salienti della chiesa, rivolta a sudovest e interamente intonacata, è scandita da lesene ed è suddivisa da una cornice marcapiano modanata in due registri; quello inferiore presenta centralmente il portale d'ingresso, sormontato da una lunetta caratterizzata da un mosaico con soggetto Gesù Cristo, e ai lati due finestre, mentre quello superiore, affiancato da due volute, è caratterizzato da una finestra.
Annesso alla parrocchiale è il campanile romanico a base quadrata, la cui cella presenta una monofora per lato ed è coperta dal tetto a quattro falde.

### Interno
L'interno dell'edificio è suddiviso da pilastri, sorreggenti degli archi a tutto sesto e abbelliti da lesene sopra le quali corre la cornice su cui si impostano le volte a crociera, in tre navate, sulla laterale sinistra delle quali si affaccia la cappelletta dedicata al Santissimo Rosario; al termine dell'aula si sviluppa il presbiterio, sopraelevato di tre gradini, coperto dalla volta a vela cupoliforme e chiuso dall'abside quadrata.